# Sclaters Waldspitzmaus

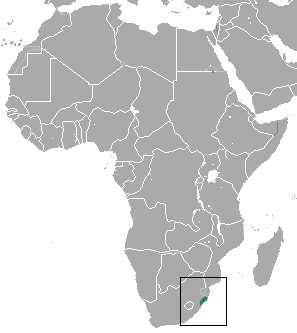
Verbreitungsgebiet von Sclaters Waldspitzmaus

Sclaters Waldspitzmaus (Myosorex sclateri) ist eine Art in der Gattung der Afrikanischen Waldspitzmäuse, die in Südafrika verbreitet ist. Die Population wurde zeitweilig als Synonym der Dunkelfüßigen Waldspitzmaus (Myosorex cafer) geführt.

## Merkmale
Mit einer Kopf-Rumpf-Länge von 81 bis 114 mm und einer Schwanzlänge von 46 bis 57 mm zählt Sclaters Waldspitzmaus zu den mittelgroßen bis großen Spitzmäusen. Sie hat 13 bis 18 mm lange Hinterfüße und 8 bis 11 mm lange Ohren. Gewichtsangaben fehlen. Auf der Oberseite kommt intensiv rotbraunes bis schwarzbraunes Fell vor und die Unterseite ist von gelbbraunem Fell bedeckt. Die Art ist durch breite dunkelbraune Füße mit recht langen Zehen gekennzeichnet. Beim braunen Schwanz kann die Unterseite etwas heller sein. Der diploide Chromosomensatz enthält 38 Chromosomen (2n=38). Verglichen mit der Dunkelfüßigen Waldspitzmaus hat die Art einen abweichenden Karyotyp und einen größeren Schädel. Bei der Südafrika-Waldspitzmaus (Myosorex varius) ist das Fell vorwiegend grau.

## Verbreitung und Lebensweise
Sclaters Waldspitzmaus bewohnt ein 700 bis 16.000 km² großes Gebiet im Osten der südafrikanischen Provinz KwaZulu-Natal. Sie hält sich in Grasländern, Wäldern, Sümpfen sowie Regionen mit Schilf auf und sucht in trockeneren Gebieten die Nähe von Wasseransammlungen.
Zur Lebensweise der Art ist so gut wie nichts bekannt. Vermutlich gleicht ihr Verhalten der Dunkelfüßigen Waldspitzmaus.

## Gefährdung
Der Bestand durch Umwandlung der Feuchtgebiete in Kulturlandschaften und durch Überweidung bedroht, was zur Verringerung der schützenden niedrigen Vegetation führt. Weiterhin wirken sich Brände negativ aus. Da Gebiete mit günstigem Habitat seltener werden, wird die Art von der IUCN als gefährdet (vulnerable) gelistet.